# 新城镇 (沙河市)
新城镇，是中华人民共和国河北省邢台市沙河市下辖的一个乡镇级行政单位。

## 行政区划
新城镇下辖以下地区：
新城村、北掌村、白错村、新章村、西冯村、小屯桥村、三王村、东冯村、南掌村、侯庄村、东郝庄村、河头村、北冯村、西许庄村、西石岭村、前升村、后河村、胜利村、店上村、台上村和王庄村。